# Sara Beirão
Sarah de Vasconcelos Carvalho Beirão OSE (Tábua, Tábua, 30 de Julho de 1880 — Tábua, Tábua, 21 de Maio de 1974), mais conhecida por Sara Beirão, foi uma escritora, jornalista, publicista, activista dos direitos das mulheres e filantropa, que se distinguiu no panorama cultural e político de Portugal durante as décadas de 1930 e 1940. Produziu uma obra diversificada, onde predomina a ficção destinada ao público infanto-juvenil, com vasta colaboração dispersa por periódicos de Lisboa e Porto.

## Biografia
Nascida a 30 de Julho de 1880, em Tábua, e batizada a 21 de novembro de 1880, Sara Beirão era filha de Maria José da Costa Mathias, natural de Sevilha (Tábua), e do médico Francisco de Vasconcellos Carvalho Beirão, natural de Casas Novas (São João de Areias), primo de Alfredo Nunes de Miranda, ambos republicanos convictos.
Realizou os seus estudos académicos no Porto, e encetou a carreira das letras nos jornais da Província, aos 18 anos, nomeadamente no periódico O Tabuense, fundado pelo seu pai, assim como nos jornais Beira Alta e a revista Humanidade, servindo-se do pseudónimo Álvaro de Vasconcelos.
Em 1909, começou a envolver-se mais activamente na causa republicana, secretariando a 2 de Maio, juntamente com Teresa Henriques Gomes, no primeiro comício republicano realizado em Tábua, seguindo-se a inauguração do Centro Republicano Tabuense, presidido pelo seu pai. Ainda nesse mesmo mês, lutando pela emancipação feminina, ingressa na Liga Portuguesa da Paz e na Liga Republicana das Mulheres Portuguesas, dinamizando a constituição do núcleo de Tábua, onde se torna presidente.
Com 30 anos de idade, a 15 de Setembro de 1910, casa-se com António da Costa Carvalho Júnior, na igreja paroquial de Santa Maria Maior, em Tábua.
Em 1928, mudando-se para Lisboa, na Avenida Duque de Ávila, 94, 3.º, integrou o Grupo das Treze, que pretendia combater a ignorância e as superstições, o dogmatismo e conservadorismo religioso que existiam na sociedade portuguesa e impediam o sufrágio feminino, a Liga Nacional de Defesa dos Animais, onde exerceu o cargo de presidente de direcção (1938), e o Conselho Nacional das Mulheres Portuguesas, liderado pela médica de activista Adelaide Cabete, tornando-se mais tarde vice-presidente (1931-1934, 1943-1945), presidente da direcção (1935-1941), presidente-honorária (1942), e dirigente de várias secções, nomeadamente da secção de Sufrágio e da Imprensa.
Ainda nesse mesmo ano, participou no Segundo Congresso Feminista e de Educação, organizado pelo Conselho Nacional das Mulheres Portuguesas, onde apresentou a tese "A mulher portuguesa no comércio", enaltecendo a importância que estas têm na economia do país.
A 27 de Outubro de 1948 foi feita Oficial da Ordem Militar de Sant'Iago da Espada.
Para além do seu activismo na defesa dos direitos das mulheres e da igualdade entre géneros, nos seguintes anos de vida, Sara Beirão dedicou-se à filantropia, focando-se em diversas causas de pendor humanista, sobretudo a favor dos mais desfavorecidos, das crianças e dos idosos.Foi a fundadora da instituição que deu origem à primeira Casa do Artista em Portugal. A Fundação Sarah Beirão e António Costa Carvalho criada nos anos 70, com a intenção de ser uma casa de repouso e assistência para artistas e intelectuais, ainda existe na actualidade como uma instituição de solidariedade social, com sede num solar do século XVIII, casa dos avós de Sarah Beirão e local de nascimento da escritora, na Quinta dos Freixos, Tábua. Para além da fundação, que presta serviços de lar, centro de dia e apoio domiciliário, Sara Beirão fundou a Casa da Criança Sara Beirão e o Lar Sara Beirão, ambos em Travanca de Lagos, Oliveira do Hospital.
Na literatura, escreveu sobretudo ficção, tanto para adultos como para crianças. As suas obras literárias "Serões da Beira", "Cenas Portuguesas", "Amores no Campo" e "Fidalgos da Tôrre" marcaram um temperamento de escritora. A literatura infantil deve-lhe dois livros muito interessantes - "Raúl" e "Manuel vai correr mundo".
Colaborou em vários jornais e revistas, como O Primeiro de Janeiro, O Comércio do Porto, Diário de Notícias, Diário de Lisboa, A Madrugada, Alma Feminina, Boletim da Câmara Municipal de Lisboa, Diário de Coimbra, Eva, O Figueirense, Ilustração, Jornal da Mulher, Jornal de Notícias, Modas & Bordados, Portugal Feminino, O Século, O Século Ilustrado, Serões, Vértice, e ainda os jornais brasileiros Diário Português e Vida Carioca.
Faleceu em Tábua, a 21 de Maio de 1974, com noventa e três anos.

## Homenagens
A escritora é lembrada na toponímia da Vila de Tábua, onde existe o Jardim Sara Beirão, e em diversas outras localidades, entre as quais Sobreda da Caparica, Oeiras e Seixal. Em Tábua existe uma Casa-Museu de Sara Beirão.

## Obras publicadas
- Serões da Beira (1929);
- Cenas Portuguesas (1930);
- Amores no Campo (1931);
- Raul (1934);
- Os Fidalgos da Torre (1936);
- O Solar da Boa Vista (1937)
- Clara (1939)
- Sozinha (1940);
- Surpresa Bendita (1941);
- Alvorada (1943);
- Prometida (1944);
- Triunfo (década de 50);
- Manuel Vai Correr Mundo (década de 50);
- Um Divórcio (1950);
- Destinos (1955);
- A Luta (1972).